# Abbé Calès
Pour les articles homonymes, voir Calès.
Jean-Pierre Calestroupat, plus connu sous le nom d'Abbé Calès, est un peintre français, né à Vienne le 31 août 1870 et mort à Tencin le 15 octobre 1961.

## Biographie
À 20 ans il est au petit séminaire du Rondeau à Grenoble où il reçoit les conseils de l'Abbé Laurent Guétal, mais sans en subir une influence marquante. C'est Philippe Charlemagne, lui-même élève de Jean Achard qui sera son maître.
Nommé dans un premier temps vicaire à Rives, puis curé à Hurtières, il arrive à la cure de Tencin en 1902, et il ne la quittera pas. 

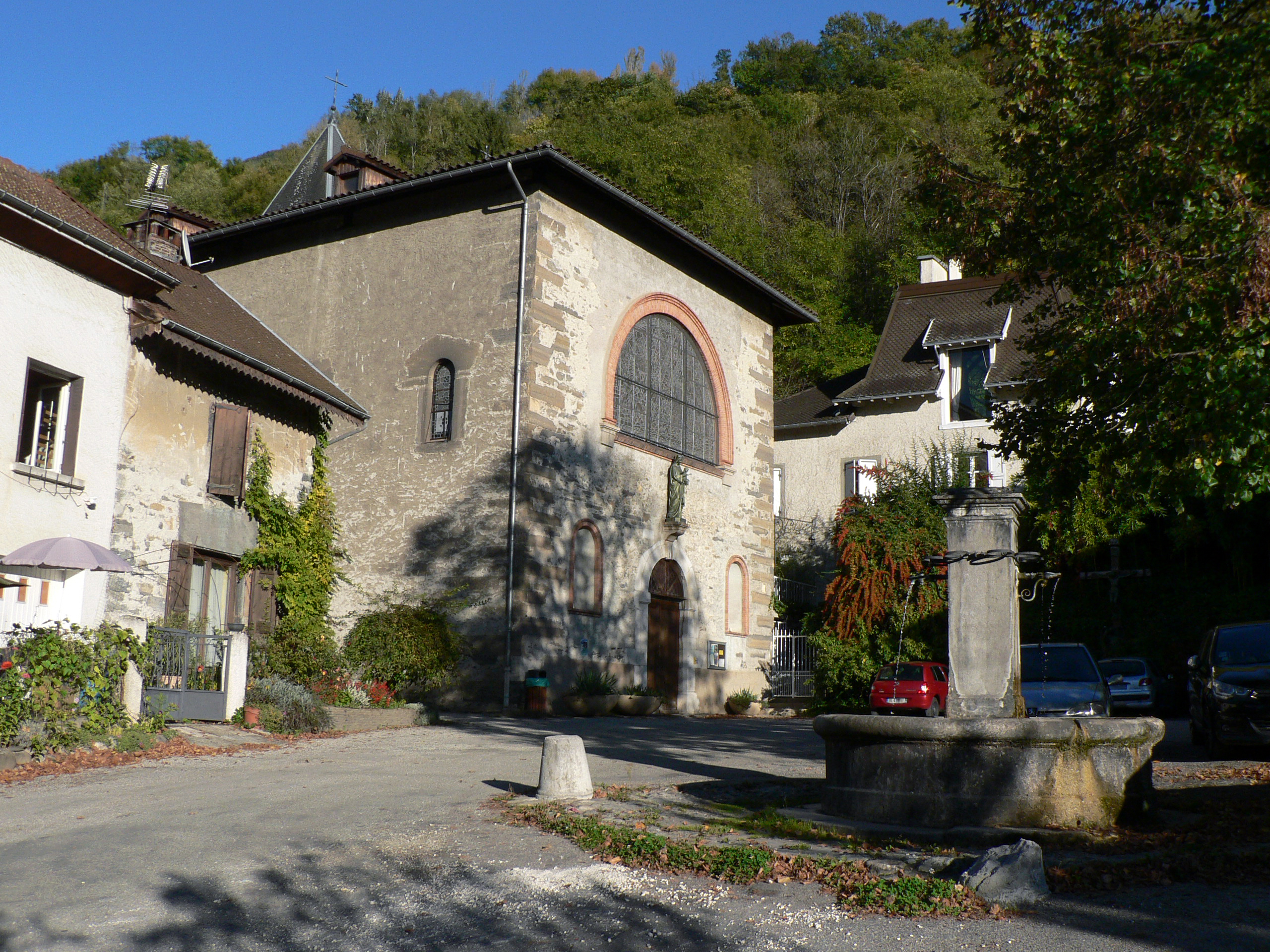
La place de l'église à Tencin. Au fond au centre la cure de l'Abbé Calès.

Il est connu pour ses paysages dauphinois. Son sujet de prédilection est la vallée du Grésivaudan, qu'il a peinte au fil des saisons.
Ses tableaux sont souvent panoramiques, travaillés au couteau par touches épaisses. Il peut être rapproché des impressionnistes ou des postimpressionnistes, mais aussi des fauves par ses couleurs exubérantes.
Plusieurs de ses tableaux se trouvent au musée de Grenoble.
Dans sa ville natale de Vienne, en 1963, la rue Pelletan fut rebaptisée rue abbé Pierre Calès.

## Collections publiques
- musée de Grenoble
  - L'Isère à Tencin[2]
  - Beau matin clair et froid[3]
- Musée dauphinois
  - Vallée du Grésivaudan[4]